# Fußball-Bezirksklasse Rheinhessen 1939/40
Die Fußball-Bezirksklasse Rheinhessen 1939/40 war die siebente Spielzeit der Fußball-Bezirksklasse Rheinhessen im Sportgau Südwest. Sie diente als eine von mehreren zweitklassigen Bezirksklassen als Unterbau der Gauliga Südwest. Die Bezirksmeister dieser Spielklassen qualifizierten sich für eine Aufstiegsrunde, in der zwei Aufsteiger zur Gauliga Südwest ausgespielt wurden.
Kriegsbedingt wurde die diesjährige Bezirksklasse in zwei Gruppen zu je acht teilnehmenden Mannschaften aufgeteilt. Der Spielbetrieb fand im Rundenturnier mit Hin- und Rückspiel statt. Die Saison begann am 26. November 1939 und endete am 28. April 1940 (Gruppe 2). In der Gruppe 1 setzte sich mit deutlichem Abstand die TuRa 1886/06 Kastel durch, Gruppe 2 gewann Hassia Bingen knapp mit einem Punkt Vorsprung vor dem Reichsbahn-TSV Mainz 05. Damit qualifizierten sich ursprünglich beide Vereine für die Aufstiegsrunde zur Gauliga Südwest 1940/41, Tura Kastel verzichtete jedoch auf die Austragung. Auch Hassia Bingen konnte sich nicht gegen die starken Frankfurter Vereine durchsetzten und verblieb in der Zweitklassigkeit.

## Gruppe 1
Es sind aktuell nicht alle Ergebnisse überliefert.

### Kreuztabelle
Die Kreuztabelle stellt die Ergebnisse aller überlieferten Spiele dieser Saison dar. Die Heimmannschaft ist in der linken Spalte, die Gastmannschaft in der oberen Zeile aufgelistet.
| 1939/40                         | KAS | Reichsbahn-SV Kickers Wiesbaden | KOS | FV Biebrich 02 | MOM | SST | SV 09 Flörsheim | WAW  |
| ------------------------------- | --- | ------------------------------- | --- | -------------- | --- | --- | --------------- | ---- |
| TuRa 1886/06 Kastel             |     | 4:0                             | 6:0 | 5:2            | 5:3 | 8:2 | 2:2             |      |
| Reichsbahn-SV Kickers Wiesbaden | 2:5 |                                 | 2:2 | 2:0 a          | 3:1 | 5:0 |                 |      |
| SV Kostheim 1912                | 0:0 | 3:2                             |     |                | 5:2 | 4:3 | 3:3             |      |
| FV Biebrich 02                  | 0:3 | 0:1                             | 5:1 |                | 4:0 | 3:4 |                 | 10:3 |
| FVgg Mombach 03                 | 1:0 | 0:1                             | 2:2 | 1:1            |     | 3:1 | 2:1             |      |
| FV Schierstein                  | 1:9 | 1:2                             | 3:4 | 2:3            | 5:1 |     |                 |      |
| SV 09 Flörsheim                 |     |                                 |     | 1:4            |     | 2:4 |                 | 5:1  |
| SC Waldstraße Wiesbaden         |     |                                 |     |                | 4:1 | 2:2 |                 |      |

### Abschlusstabelle
| Pl. | Verein                              | Sp. | S | U | N | Tore    | Quote | Punkte |
| --- | ----------------------------------- | --- | - | - | - | ------- | ----- | ------ |
| 1.  | TuRa 1886/06 Kastel                 | 10  | 8 | 1 | 1 | 045:110 | 4,09  | 17:30  |
| 2.  | Reichsbahn-SV Kickers Wiesbaden (N) | 10  | 6 | 1 | 3 | 020:160 | 1,25  | 13:70  |
| 3.  | SV Kostheim 1912                    | 9   | 4 | 3 | 2 | 021:250 | 0,84  | 11:70  |
| 4.  | FV Biebrich 02                      | 9   | 3 | 1 | 5 | 018:190 | 0,95  | 07:11  |
| 5.  | FVgg Mombach 03                     | 10  | 2 | 2 | 6 | 014:270 | 0,52  | 06:14  |
| 6.  | FV Schierstein (N)                  | 10  | 2 | 0 | 8 | 022:420 | 0,52  | 04:16  |
| 7.  | SV 09 Flörsheim a                   | 0   | 0 | 0 | 0 | 000:000 | 1,00  | 0:0    |
| 8.  | SC Waldstraße Wiesbaden a (N)       | 0   | 0 | 0 | 0 | 000:000 | 1,00  | 0:0    |

| (N) | Aufsteiger aus den Kreisklassen |

## Gruppe 2

### Kreuztabelle
Die Kreuztabelle stellt die Ergebnisse aller überlieferten Spiele dieser Saison dar. Die Heimmannschaft ist in der linken Spalte, die Gastmannschaft in der oberen Zeile aufgelistet.
| 1939/40                 | Hassia Bingen | Reichsbahn-SV Mainz 05 | TRE | SpVgg Weisenau | Mainzer TV 1817 | GGE  | BIS  | SV Gonsenheim |
| ----------------------- | ------------- | ---------------------- | --- | -------------- | --------------- | ---- | ---- | ------------- |
| Hassia Bingen           |               | 2:2                    | 2:0 | 4:1            | 5:2             | 4:2  | +0:0 |               |
| Reichsbahn-TSV Mainz 05 | 1:5           |                        | 4:2 | 7:2            | 5:0             | 7:1  |      | 10:0          |
| SV Trebur               | 3:3           | 5:0                    |     | 5:1            | 4:1             | 12:2 |      |               |
| SpVgg Weisenau          | 2:2           | 1:3                    | 5:3 |                | 0:2             | +0:0 |      |               |
| Mainzer TV 1817         | 1:1           | 2:3                    | 4:3 | 1:9            |                 | 3:3  | 3:5  |               |
| TSV Groß-Gerau          | 1:10          | 2:10                   | 1:6 | 1:2            | +0:0            |      |      | 2:1           |
| SpVgg Bischofsheim      |               | 2:3                    |     |                |                 | 5:1  |      |               |
| SV Gonsenheim           |               |                        |     | 1:4            | 2:3             |      | 3:3  |               |

### Abschlusstabelle
| Pl. | Verein                   | Sp. | S | U | N | Tore    | Quote | Punkte |
| --- | ------------------------ | --- | - | - | - | ------- | ----- | ------ |
| 1.  | Hassia Bingen            | 10  | 6 | 4 | 0 | 038:150 | 2,53  | 16:40  |
| 2.  | Reichsbahn-TSV Mainz 05  | 10  | 7 | 1 | 2 | 042:220 | 1,91  | 15:50  |
| 3.  | SV Trebur (N)            | 10  | 5 | 1 | 4 | 043:230 | 1,87  | 11:90  |
| 4.  | SpVgg Weisenau           | 10  | 4 | 1 | 5 | 023:280 | 0,82  | 09:11  |
| 5.  | Mainzer TV 1817 (N)      | 10  | 2 | 2 | 6 | 016:330 | 0,48  | 06:14  |
| 6.  | TSV Groß-Gerau (N)       | 10  | 1 | 1 | 8 | 013:540 | 0,24  | 03:17  |
| 7.  | SpVgg Bischofsheim b (N) | 0   | 0 | 0 | 0 | 000:000 | 1,00  | 0:0    |
| 8.  | SV Gonsenheim c (N)      | 0   | 0 | 0 | 0 | 000:000 | 1,00  | 0:0    |

| (N) | Aufsteiger aus den Kreisklassen |